# 摩诃粿
摩訶粿（臺羅：moo-ho / moo-honn / moo-hong，馬來文：kuih moho）是一種閩南傳統粿，因其讀音又寫作毛呼、毛齁、魔吽等不同形式，又稱必粿。流行於台灣及馬來西亞北部及檳城一帶華人，用於農曆七月中元節與盂蘭盆節期間，作為中元普渡祭品祭祀。傳統上與必桃、紅圓或滿州桃作為三色粿共同祭祀。

## 樣式

### 臺灣
臺灣的必粿外型似蓮花，裂痕呈環狀，中央成圓盤狀。

### 馬來西亞
馬來西亞的摩訶粿外型與發粿相似，與發粿最大差別在於發粿是用米漿製成，而摩訶粿是用麵粉。

## 祭祀文化
在中元節祭祀摩訶的習俗在臺灣已近乎沒落，臺灣老牌食品公司義美食品會在農曆七月期間販賣摩訶粿。